# Дотянись
Дотянись (срп. Достићи) је седми студијски албум руског поп певача Диме Билана који је објављен 2013.

## Списак композиција
На албуму се налазе следеће песме: